# Isabel Apawo Phiri
Isabel Apawo Phiri est une théologienne malawite connue pour son travail sur la égalité des sexes, le VIH/SIDA et la théologie africaine. Née au Malawi, elle est secrétaire adjointe du Conseil œcuménique des Églises depuis 2012.

## Jeunesse et éducation
Isabel est d'origine Chewa. Elle nait et grandit au Malawi dans l'Église presbytérienne d'Afrique centrale. Elle est titulaire d'un baccalauréat en éducation de l'Université du Malawi, d'une maîtrise en éducation religieuse de l'Université de Lancaster en Angleterre et d'un doctorat de l'Université de Cape Town en Afrique du Sud. C'est en Afrique du Sud qu'elle est exposée pour la première fois à la théologie féministe et à la théologie de la libération. Sa thèse de doctorat porte sur l'expérience religieuse des femmes Chewa au Malawi. Elle est retravaillée dans son premier livre, qui est le premier livre publié par une théologienne malawite.

## Carrière
Isabel est enseignante de profession. Elle est considérée comme la « mère » du Cercle des femmes théologiennes africaines concernée au Malawi. Elle a participé à la convocation du Cercle en 1989 et a créé le Cercle au Malawi en 1993, avec sa première conférence tenue chez elle à Chirunga en 1994. Elle s'est jointe à trois autres universitaires de l'Université du Malawi pour effectuer des recherches et écrire sur les questions féminines. En 1995, elle a présenté les résultats de leurs recherches sur le harcèlement sexuel et le viol sur le campus de l'université et est victime d'attaques violentes de la part d'étudiants et du personnel en réponse, pour avoir parlé d'un sujet aussi tabou. Sa maison est lapidée et son bureau endommagé. Elle est menacée d'excommunication par le synode de Blantyre de l'Église presbytérienne d'Afrique centrale pour « avoir incité les femmes d'église à rechercher la justice de genre ». En raison de ces incidents, Isabel a quitté le Malawi pour la Namibie en 1996. Isabel a également été impliquée dans la promotion de l'ordination des femmes dans le synode de Blantyre, s'opposant à la politique du synode d'interdire l'ordination aux femmes en 1995.
Isabel Apawo Phiri est chargée de cours au Département de théologie et d'études religieuses du Chancellor College de l'Université du Malawi, avant de devenir professeur de théologie africaine et doyenne de l'École de religion, de philosophie et de lettres classiques de l'Université du KwaZulu-Natal à Pietermaritzburg. Elle a également enseigné au Zomba Theological College et est rédactrice en chef du Journal of Gender and Religion in Africa. De 2002 à 2007, elle est coordinatrice générale du Cercle des théologiennes africaines concernées. Elle a également été modératrice de la Commission sur l'éducation et la formation œcuménique du Conseil œcuménique des Églises.
Les intérêts de recherche de Isabel portent sur la théologie africaine, la théologie féministe et le VIH/SIDA. Elle est conseillère théologique pour Africa Bible Commentary, et a écrit des articles sur le livre de Ruth, le viol, la polygamie dans la Bible et la pratique du Lobola lors du mariage.
En août 2012, elle est nommée secrétaire générale associée pour le témoignage public et la diaconie par le Conseil œcuménique des Églises. Son rôle se concentre sur des questions telles que le racisme, la sexualité, le changement climatique et la justice. En 2017, elle a présenté le » Fez Plan of Action » (Plan d'action pour les chefs religieux et les acteurs pour prévenir l'incitation à la violence qui pourrait conduire à des crimes atroces) aux Nations Unies à New York, affirmant qu'il fallait plus de femmes dans la direction de l'église pour prévenir de futurs atrocités criminelles.
En décembre 2017, Isabel Apawo Phiri est détenue par les autorités israéliennes à l'aéroport Ben Gourion pendant huit heures et se voit refuser l'entrée en Israël pour une réunion œcuménique à Jérusalem. La raison invoquée à l'époque était « Prévention des considérations d'immigration illégale »[pas clair], bien qu'il ait été dit plus tard que c'était parce que le COE soutenait la campagne Boycott, désinvestissement et sanctions contre Israël, bien qu'Isabel ait été la seule des quatre responsables du COE à ne pas pouvoir entrer dans le pays. Olav Fykse Tveit, secrétaire général du Conseil œcuménique des Églises, a publié une déclaration la qualifiant de « mouvement sans précédent »[Quoi ?] et déclarant que « le COE regrette profondément l'antagonisme israélien contre les initiatives du COE en faveur d'une paix et de la justice tant pour les Palestiniens que pour les Israéliens ». En octobre 2018, une cour d'appel administrative de Jérusalem a invalidé la décision de l'État d'interdire l'entrée d'Isabel.
En 2018, Isabel Apawo Phiriest présentée dans une exposition intitulée » La foi dans la justice de genre » au Parlement écossais, avec une photographie et sa citation : » La théologie prophétique m'a transformée en une avocate de la justice de genre ». Elle a appelé le clergé chrétien à dénoncer la violence contre les femmes comme un péché. En 2020 et 2021, Isabel a participé aux publications du COE sur la réponse aux impacts sanitaires et économiques de la pandémie de Covid-19 et sur le plaidoyer pour l'équité en matière de vaccins,,.

## Prix et distinctions
- 1995 : « Femme de l'année » Nation Newspaper pour avoir introduit la justice de genre dans le débat public au Malawi[7].
- 1998 : Mention honorable, Noma Award for Publishing in Africa for Women, Presbyterianism and Patriarcat[6].

## Vie privée
Isabel Apawo Phiri vit à Genève, où elle est ancienne de l'Église d'Écosse. Elle est mariée à Maxwell Agabu Phiri, professeur de marketing. Ils ont co-écrit un article de 2017 intitulé HIV and AIDS, Gender Violence and Masculinities: A Case of South Africa qui examinait un programme utilisé par les couples allant à l'église, constatant qu'il y avait eu une augmentation de la communication sur la sexualité et une diminution de la violence basée sur le genre, mais confirmant la nécessité de réexaminer la théologie du mariage dans les églises africaines.

## Publications sélectionnées

### Livres
- (en) Christianity and African Women: Liberation Or Oppression?, Chancellor College, 1994 (lire en ligne)
- (en) Women, Presbyterianism and Patriarchy:Religious Experience of Chewa Women in Central Malawi, CLAIM, 2000 (ISBN 9783926105790, lire en ligne)
- (en) Isabel Apawo Phiri, Devarakshanam Betty Govinden et Sarojini Nadar, Her-stories: hidden histories of women of faith in Africa, Cluster, 2002 (ISBN 9781875053339, lire en ligne)
- (en) African Women, HIV/AIDS, and Faith Communities, Cluster Publications, 2003 (ISBN 9781875053421, lire en ligne)
- (en) African Women, Religion and Health: Essays in Honour of Mercy Amba Ewudziwa Oduyoye, Wipf and Stock, 2012 (ISBN 9781620320921, lire en ligne)
- (en) Handbook of Theological Education in Africa, Regnum Books International, 2013 (ISBN 9781908355195, lire en ligne)
- (en) Isabel Apawo Phiri, Dietrich Werner, Chammah J. Kaunda et Kennedy Owino, Anthology of African Christianity, 1517 Media, 2016 (ISBN 9781506474922, lire en ligne)

### Articles de journaux
- (en) « Doing Theology In Community: The case of African women theologians in the 1990s », Journal of Theology for Southern Africa, vol. 99,‎ 1997, p. 68–76 (lire en ligne)
- (en) « "Why does God allow our husbands to hurt us?" Overcoming violence against women », Journal of Theology for Southern Africa, vol. 114,‎ 2002, p. 19–30 (lire en ligne)
- (en) « Life in fullness: gender justice: a perspective from Africa », Journal of Constructive Theology, vol. 8, no 2,‎ 2002, p. 71–84 (lire en ligne)
- (en) « President Frederick J.T. Chiluba of Zambia: The Christian Nation and Democracy », Journal of Religion in Africa, vol. 33, no 4,‎ 2003, p. 401–428 (DOI 10.1163/157006603322665332, lire en ligne)
- (en) « HIV/AIDS: An African Theological Response in Mission », The Ecumenical Review, vol. 56, no 4,‎ 2004, p. 422–431 (DOI 10.1111/j.1758-6623.2004.tb00528.x, lire en ligne)
- (en) « A Theological Analysis of the Voices of Teenage Girls on 'Men's Role in the Fight Against HIV/AIDS' in KwaZulu-Natal, South Africa », Journal of Theology for Southern Africa, vol. 120,‎ 2004, p. 34–45 (lire en ligne)
- (en) « African women's theologies in the new millennium », Agenda: Empowering Women for Gender Equity, vol. 18, no 61,‎ 2004, p. 16–24 (DOI 10.1080/10130950.2004.9676034, S2CID 142650519, lire en ligne)
- Apawo Phiri et Nadar, « What's in a Name? Forging a Theoretical Framework for African Women's Theologies », Journal of Constructive Theology, vol. 12, no 2,‎ 2006, p. 5–24 (lire en ligne)
- (en) « Major Challenges for African Women Theologians in Theological Education (1989-2008) », International Review of Mission, vol. 98,‎ 2009, p. 105–119 (DOI 10.1111/j.1758-6631.2009.00009.x, hdl 10500/4525, lire en ligne)
- (en) « "Going Through the Fire with Eyes Wide Open":African Women's Perspectives on indigenous Knowledge, Patriarchy and Sexuality », The Study of Religion in Southern Africa, vol. 22, no 2,‎ 2009, p. 5–21 (JSTOR 24764316, lire en ligne)
- (en) « "The personal is political" : faith and religion in a public university », Acta Theologica, vol. sup-4,‎ 2011, p. 81–94 (lire en ligne)
- Nadar et Phiri, « Charting the Paradigm Shifts in HIV Research: The Contribution of Gender and Religion Studies », Journal of Feminist Studies in Religion, vol. 28, no 2,‎ 2012, p. 121–129 (DOI 10.2979/jfemistudreli.28.2.121, S2CID 144142146, lire en ligne)
- (en) « HIV and AIDS, Gender Violence and Masculinities: A Case of South Africa », Journal of Human Ecology, vol. 53,‎ 2017, p. 74–86 (DOI 10.1080/09709274.2016.11906958, S2CID 158391037, lire en ligne)
- (en) « Reaching the Champions of Social Justice: Blind Spots in the Ecumenical Racial and Gender Response », The Ecumenical Review, vol. 72, no 1,‎ 2020, p. 62–72 (DOI 10.1111/erev.12492, S2CID 213335603, lire en ligne)